# Impresionistky v Paříži a v Giverny

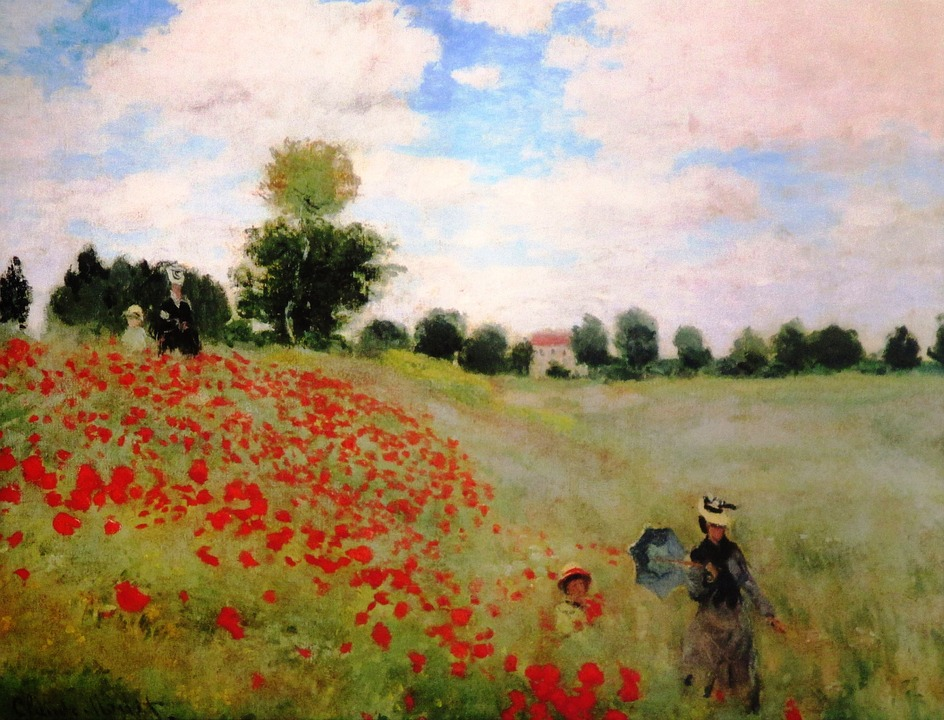
Claude Monet: Makové pole

Impresionisté, kteří se soustřeďovali především na barvu a světlo, se brzy stali osobnostmi s individuálně laděným stylem. Přes počáteční posměch publika a kritiků, zvyklých na hnědou detailní akademickou malbu, se nenechali neúspěchem odradit. Dokázali si svou zcela jinou svobodnou malbu v plenéru, plnou jasu, radosti a každodenních témat obhájit a postupným pořádáním svých výstav změnit názory návštěvníků i kritiků. Zakladatelé impresionismu dokázali i více. Talentované malířky, které byly jejich obrazy nadšené, radami a vedením dovedli až k jejich impresionistickému stylu, takže s impresionisty i některé z nich vystavovaly. Eduard Manet radil Berthe Morisotové a učil malovat Evu Gonzálesovou, Mary Cassattová považovala za svého učitele Degase, Renoir chodil malovat s Berthou Morisotovou, když chtěla změnit styl, Monet radil Marii Braquemondové a v Giverny dvěma americkým malířkám, Lille Cabot Perry a Mary MacMonniesové, které byly nadšené jeho obrazy i zahradou. Přátelily se i s Pissarrem, který bydlel nedaleko. Všechny tyto malířky se svými impresionistickým obrazy patřily k nejvýznamnějším malířkám konce 19. století.

## Malířky Paříže

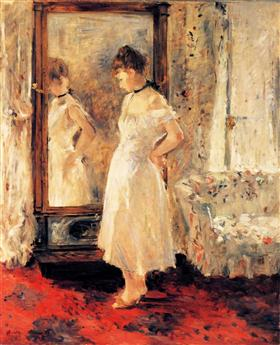
Berthe Morisotová: U zrcadla

Impresionistky si volily jiné náměty než impresionisté. Jejich obrazy představují život pařížských žen na konci devatenáctého století, jeho prchavé okamžiky i zájmy nejen doma, ale i v zahradě nebo v přírodě, Nejvýznamnější z malířek, tvůrkyně neobyčejně půvabných, dynamických a osobitých obrazů byla Berthe Morisotová (1841–1895). Učila se malovat u Corota, předchůdce impresionistů Mnoho se naučila také kopírováním starých mistrů v Louvru. Tam se setkávala i s budoucími impresionisty a v roce 1868 s Manetem. Toto setkání a následné přátelství s ním změnilo zcela její malířství. Jeho současné náměty, uvolněnější kontrastní malba, názory, které „probouzely její myšlení“, patřily k nejpodnětnějším spolu s názory jeho přátel Moneta, Degase a Renoira. Vytvořila si vlastní styl ze světlých barev vibrujících na povrchu obrazů, svobodných tahů štětcem všemi směry, častým užíváním bílé barvy. Sama pak přesvědčila Maneta, aby maloval v plenéru. Morisotová v sedmdesátých letech tvořila mistrovská díla Na plese nebo Pudrující se žena, v kterém se soustřeďuje na bílou barvu v mnoha odstínech. I tady, stejně jako i v dalších obrazech, dokázala vše proměnit v poezii. Její obrazy si oblíbil i básník Mallarmé, který v poezii také hledal nové vyjádření. Po smrti manžela, Eugena Maneta, bratra malíře, chtěla změnit styl, soustředila se nově na kresbu a chodila s Renoirem malovat. Učila malovat i svou dceru Julii Manetovou. Nedokázala se zbavit depresí a brzy zemřela.
Malířkou, které dával Manet soukromé hodiny v roce 1866, byla Eva Gonzalesová (1849–1883). Stejně jako on sdílela touhu po oficiálním uznání, které znamenalo vystavovat v Salonu. Manet namaloval svou žačku, jak sedí u stojanu a maluje, Obraz byl vystaven na Salonu. Návštěvníci obdivovaly tento obraz, ale nenapadlo je, že vyobrazená malířka má v Salonu i vystavené 3 obrazy. Později byla Gonzalesová obdivována, když si vytvořila vlastní jemný impresionistický styl. Příkladem může být obraz. Probuzení. Kromě postav známých často malovala svou sestru, zátiší a moře. Po porodu dítěte nečekaně zemřela. Bylo to pět dní po smrti Maneta. Za dva roky po své smrti měla úspěšnou retrospektivní výstavu v Paříži. V této metropoli se usadila i americká malířka Mary Cassattová. (1843–1926).

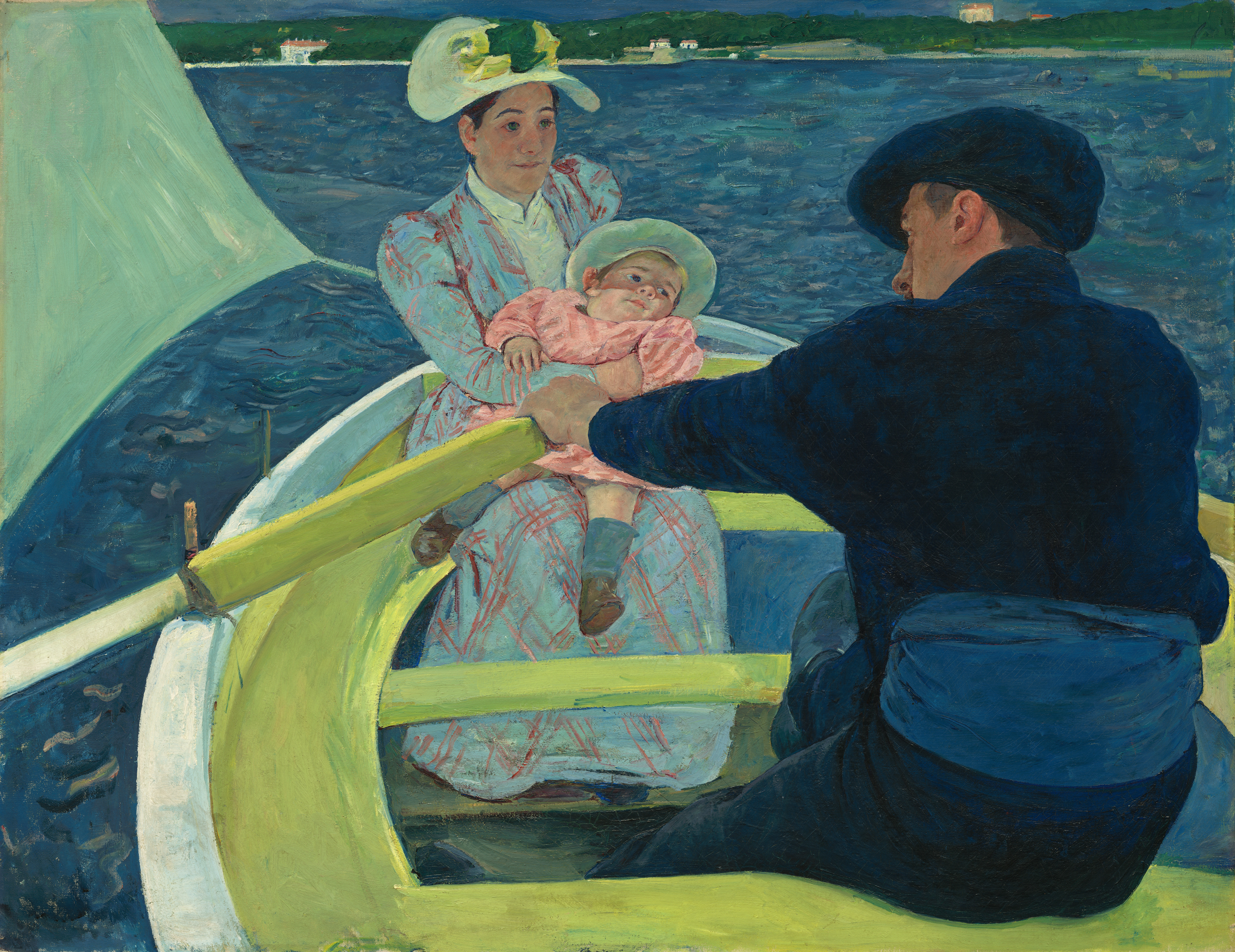
Mary Cassatt: Na loďce

Po pětiletém studiu v Pensylvánii odjela Cassatová na studijní cesty do Evropy. Jejího obrazu v Salonu si všiml Degas a pozval ji, aby vystavovala s impresionisty. Uzavřeli přátelství a malíř jí radil, jak dospět k impresionismu. Přidal se k nim Pissarro a experimentovali s grafikou. V roce 1890 byla inspirována na výstavě japonských dřevorytů a vytvořila 10 barevných grafických listů s tématem každodenního života pařížských žen, které tvořily základ její úspěšné výstavy v roce 1893. Nejznámějším jejím tématem ale byla Matka a dítě. Manetovi a Degasovi uspořádala výstavy v Americe a sama tu vystavovala v roce 1898 v New Yorku. Po roce 1914 už nemalovala, protože téměř oslepla. Žila na svém zámku u Paříže. Malíř a grafik Felix Bracquemond, který vystavoval na první výstavě impresionistů, byl pro skupinu velmi podnětný. Radil přátelům s grafikou, a byl prvním, kdo objevil japonské dřevořezy Hokusaie a rozpoutal všeobecný zájem o japonskou kulturu. Jeho žena, Marie Bracquemondová, se také přidala ke třem výstavám impresionistů. Děkovala Monetovi, že jí „otevřel oči“.
Marie Braquemondová, (1841–1916) byla žačkou slavného malíře Ingrese. V roce 1859 debutovala na Salonu s realistickými malbami. Vdala se za Felixe Braquemonda, se kterým měla jednoho syna. Modelem jí byla její sestra. Nejraději malovala společnost ve své zahradě prosvětlené sluncem. Nejznámějším je její obraz Na terase v Sévres, kde namalovala malíře Fantin-Latoura ve společnosti dvou žen. Od impresionistů se lišila tím, že k obrazům si dělala studie v kresbě. Manželovi vadil její přátelský vztah k impresionistům a neustále ji snižoval kritikou. Už dříve se setkala s podceňováním svého učitele Ingrese, který nevěřil, že by žena mohla tvořit hodnotné obrazy jako muž. V roce 1890 se tedy vzdala malování a její poslední prací byl obraz, na kterém je její syn a sestra. Teprve koncem života byla kritiky znovu objevena a obdivována.

## Malířky Giverny

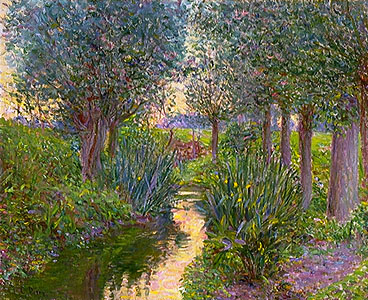
Lilla Cabot Perry: Potok pod topoly

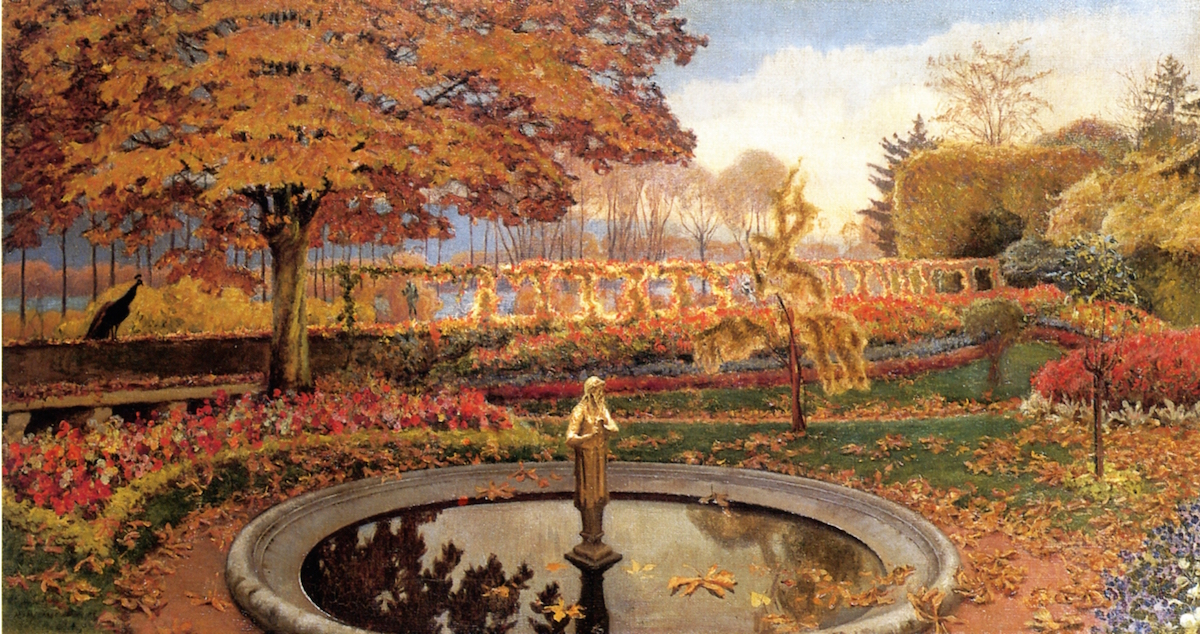
Mary MacMonnies: Zahrada v Giverny

V roce 1890 si Monet, už slavný umělec, koupil v Giverny dům a pozemek a začal tu uskutečňovat svůj sen, vybudovat a malovat vodní zahradu. Přilákal do této malé obce západně od Paříže mnoho malířů, kteří ho obdivovali a toužili malovat v jeho blízkosti a to především Američanů. Ti si v Giverny koupili nebo pronajali dům. K nim patřily dvě malířky Lilla Cabot Perry a Mary MacMonnies. Perry si pronajala dům vedle Moneta a spřátelila se s ním. Obě malovaly i v jeho zahradě.
Lilla Cabot Perry (1848–1933) byla americká malířka, která usilovala o prosazení francouzského impresionismu v Americe. Začala studovat malířství později. Přijela do Paříže v roce 1888.Vystavila dva obrazy v Salonu nezávislých v akademickém duchu, ale přitahoval ji impresionismus. Seznámila se s Cassatovou, Pissarrem a Monetem. Roku 1889 si pronajala dům v Giverny vedle domu Moneta a spřátelila se s ním. Jeho vedení radami jí pomohlo změnit její styl na impresionistický.Vznikl krásný obraz Dítě u okna, plný světla a imprese. V novém stylu malovala krajiny, inspirovaly ji i její děti a obrazy Moneta. V Giverny žila od roku 1889 do 1909. V Americe se snažila prodat obrazy Pissarra, který byl ve finanční tísni. Své impresionistické obrazy vystavovala v Bostonu a měla úspěch. Později se vrátila k realistickým portrétům.
Mary MacMonnies (1858–1946) patřila k nejlepším žákyním na umělecké škole v Sant Louis, kde studovala. Dostala stipendium a odjela do Paříže studovat na Academii Julian. V roce 1888 se vdala za sochaře a malíře Fredericka MacMonniese. Společně byli pozvání na světovou kolumbijskou výstavu v Chicagu v roce 1893, kde měla namalovat velkoformátovou nástěnnou malbu na téma Primitivní ženy a její manžel vytvořit fontánu. Byli úspěšní a koupili si po roce 1890 v Giverny dům. Malovala často rozkvetlé zahrady s postavami nebo jen kvetoucí zahrady. Když se jim narodila dcera, její ateliér sloužil i jako dětský pokoj. Tuto situaci namalovala v obraze Ateliér v Giverny. Její manžel jezdil do Paříže, kde měl ateliér a učil. Rozvedli se a vdala se za spisovatele a malíře Williho Lowa. Společně s jejími dvěma dcerami odjeli v roce 1909 do umělecké kolonie u New Yorku. Impresionistické obrazy už nemalovala. Zůstala dlouho zapomenuta.

## Přínos malířek impresionismu
Malířky obohatily impresionismus novými tématy. U B. Morisotové to byl empatický intimnější vhled do života ženy, E. Gonzalesová ve svých půvabných obrazech spojovala ženu s přírodou, M. Cassatová malovala láskyplný vztah matky s dítětem, M. Bracquemondová zachycovala společnost v prosluněné zahradě, Perry namalovala několik působivých obrazů s dítětem u okna a M. Monnies zasazovala postavy do kvetoucí přírody, nebo malovala jen přírodu. Přispěly i k tomu, že impresionismus patří dodnes k nejvyhledávanějším uměleckým směrům.